# Razak Omotoyossi
Razak Omotoyossi (* 8. Oktober 1985 in Lagos, Nigeria; † 19. August 2025) war ein beninischer Fußballspieler. Der Stürmer, der 2004 in der beninischen Nationalmannschaft debütierte, wurde in der Spielzeit 2007 Torschützenkönig der Allsvenskan. Omotoyossi verstarb am 19. August 2025.

## Werdegang

### Karrierestart in Afrika
Omotoyossi begann seine Karriere in seinem Heimatland Nigeria. Nachdem er zunächst bei FC Ebedei unter Vertrag stand, wechselte er 2002 zu Sunshine Stars. Ein Vorfall im Spiel gegen den FC Enyimba hätte ihn 2003 beinahe die Karriere gekostet: Nachdem der Schiedsrichter in dem Spiel attackiert wurde, bestrafte ihn der nigerianische Verband mit einer fünfjährigen Sperre. Videoaufnahmen zeigten zwar, dass ein anderer Spieler in der Nähe des Unparteiischen stand, der Verband bestand jedoch auf seinem Urteil.
Omotoyossi flüchtete daraufhin in den Benin. Erst neun Monate nach Fällen des Urteils sah der nigerianische Verband seinen Fehler ein und hob das Fehlurteil auf. Dennoch blieb Omotoyossi im Benin, wo er bei den Vereinen JS Pobè, bei dem er nur drei Monate spielte, aber dennoch bester Torschütze wurde, und AJSA FC seine Karriere fortsetzte. Zudem nahm er die Staatsbürgerschaft des Landes an.

### Wechsel nach Europa
Erstmals in Europa fiel Omotoyossi bei der U 20-Weltmeisterschaft in den Niederlanden auf. Ihm gelang das erste Tor für eine beninische Auswahlmannschaft bei einem von der FIFA organisierten Turnier. Der moldawische Verein Sheriff Tiraspol nahm ihn daraufhin in der Saison 2005/06 unter Vertrag. In Moldawien zeichnete er sich als regelmäßiger Torschütze in Meisterschaft und Pokal aus. Mit seinem Klub gewann der Stürmer beide Titel, während er sich ab 2004 in der Nationalmannschaft von Benin etabliert hatte. Mit seiner Torgefährlichkeit im Vereinsfußball machte er sich ebenso über die Landesgrenzen hinaus einen Namen wie als Spieler in der Qualifikation zur Weltmeisterschaft 2006.
Omotoyossi wurde vor Beginn der Allsvenskan-Saison 2007 von Helsingborgs IF in die Allsvenskan geholt, wo dem Stürmer in seiner Premierensaison an der Seite von Henrik Larsson 14 Treffer bei 23 Einsätzen gelangen. Damit wurde er zusammen mit Marcus Berg Torschützenkönig der Liga. Auch im Europapokal bewies er sich als Torschütze, zur Winterpause der Spielzeit 2007/08 führte er zusammen mit Luca Toni und Larsson mit jeweils sechs Toren im UEFA-Pokal die Torschützenliste des Wettbewerbs an. Bei den Niederlagen gegen die PSV Eindhoven in der Runde der letzten 32 Mannschaften im Februar 2008 und dem daraus resultierenden Ausscheiden aus dem Wettbewerb konnte er jedoch kein Tor mehr erzielen.
Im Sommer 2008 wurde Omotoyossi vom saudi-arabischen Klub al-Nasr FC verpflichtet, über die Ablösesumme wurde Stillschweigen vereinbart. Das Engagement verlief für ihn glücklos, so dass er nach Vertragsende ohne Verein blieb. Zunächst trainierte er ohne einen Vertrag unterzeichnet zu haben in Ägypten bei al Ahly Kairo, ehe er nach sechs Monaten Arbeitslosigkeit nach Europa zurückkehrte und im Juni 2009 einen Vertrag beim FC Metz unterschrieb. Im Sommer 2010 verließ er den Klub wieder und war anschließend auf der Suche nach einem neuen Verein. Erfolglos absolvierte er diverse Probetrainings, unter anderem beim englischen Premier-League-Klub FC Blackpool. Vom 22. September bis 1. Oktober 2010 absolvierte er daraufhin ein Probetraining bei Swansea City aus der zweiten englischen Liga, konnte sich aber auch dort nicht für einen Vertrag empfehlen.
Am 30. März 2011 gab der schwedische Klub GAIS die Verpflichtung Omotoyossis bekannt. Beim Göteborger Verein unterschrieb er einen bis zum Sommer des Jahres gültigen Vertrag. Zwar bestritt er bis Ende Juli 13 Ligapartien in der Allsvenskan, war jedoch hauptsächlich Ergänzungsspieler. Kurz vor Beginn der Transferperiode im August vermeldete der Ligakonkurrent Syrianska FC die Verpflichtung des Spielers.
Zur Rückrunde der Saison 2013/14 wechselte er zum türkischen Zweitligisten Kahramanmaraşspor. Weitere Stationen lagen in Albanien, Saudi-Arabien, in Ghana und zuletzt wieder im Heimatland Benin.

## Privates
Seine Schwester starb zwei Wochen vor seinem Tod. Er soll unter Depressionen gelitten haben.